# Wierzbiatyn
Wierzbiatyn (ukr. Верб'ятин, Werbjatyn) – wieś na Ukrainie, w obwodzie tarnopolskim, w rejonie czortkowskim.

## Historia
Po zakończeniu I wojny światowej, od listopada 1918 roku do lata 1919 roku Wierzbiatyn znajdował się w granicach Zachodnioukraińskiej Republiki Ludowej.
Miejsce zbrodni nacjonalistów ukraińskich dokonanej na trzech osobach w lipcu 1941.

## Ludzie
- Wojciech Józef Kwaśniewski (ur. 1813?) – ekonom we wsi, od 1841 mąż Teofili Wiktorii Kulczyckiej herbu Sas[3].